# Nada Klaić
Nada Klaić (ur. 21 lipca 1920 w Zagrzebiu, zm. 2 sierpnia 1988 tamże) – chorwacka historyk, wnuczka Vjekoslava Klaicia.

## Życiorys
W 1943 roku ukończyła studia historyczne na Wydziale Filozoficznym Uniwersytetu Zagrzebiu. W tym samym roku została zatrudniona jako asystent. W 1946 roku uzyskała stopień naukowy doktora na podstawie rozprawy doktorskiej Političko i društveno uređenje Slavonije za Arpadovića. Od 1954 roku była adiunktem, a w 1968 roku objęła stanowisko profesora nadzwyczajnego.
Do jej zainteresowań historycznych należała historia Chorwatów od ekspansji Słowian do XX wieku, w szczególności historia miast. Napisała cykl prac na temat konfliktów społecznych. Zajmowała się także ewaluacją i publikacją materiałów źródłowych, które niekiedy tłumaczyła z łaciny.

## Wybrane publikacje
(opracowano na podstawie materiału źródłowego)
- Historija naroda Jugoslavije II (1959)
- Diplomatička analiza isprava iz doba hrvatskih narodnih vladara (1965)
- Historia Salonitana maior (1967)
- Povijest Hrvata u ranom srednjem vijeku (1971)
- Izvori za hrvatsku povijest do 1526. godine (1972)
- Društvena previranja i bune u Hrvatskoj u XVI i XVII stoljeću (1976)
- Povijest Hrvata u razvijenom srednjem vijeku (1976)
- Zadar u srednjem vijeku do 1409. (współpraca z I. Petriciolim, 1976)
- Posljednji knezovi Celjski u zemljama Svete Krune (słow. Zadnji knezi Celjski v deželah Sv. Krone, 1982)
- Zagreb u srednjem vijeku (1982)
- Crtice o Vukovaru u srednjem vijeku (1983)
- Trogir u srednjem vijeku: javni život grada i njegovih ljudi (1985)
- Koprivnica u srednjem vijeku (1987)
- Medvedgrad i njegovi gospodari (1987)
- Srednjovjekovna Bosna: politički položaj bosanskih vladara do Tvrtkove krunidbe, 1377. g. (pośmiertnie, 1989)
- Povijest Hrvata u srednjem vijeku (pośmiertnie, 1990)